# Зграда у Улици ЈНА бр. 2 у Панчеву
Зграда у Улици ЈНА бр. 2 у Панчеву, позната и као "Граничарска Кућа", подигнута је 1792. године, представља непокретно културно добро као споменик културе од великог значаја.

## Архитектура зграде
Зграда је саграђена под утицајем барока и једна је од најстаријих сачуваних градских објеката у Панчеву. Грађена је као угаона спратна грађевина са основом у облику латиничног слова „L“, стамбеним простором на спрату и пословним у приземљу. Кров је висок, преломљени, са таванским прозорима. Обрада фасада је једноставна, без украса. Спратни део сачувао је првобитни изглед прозорских отвора, правоугаоног облика са плитким једноставним оквиром, док је приземље у великој мери нарушено отварањем излога за продавнице.
Горњи спрат шире уличне фасаде подељен је пиластрима на три дела, са по три прозорска отвора, а ужи део фасаде има на средини репрезентативан балкон са оградом од кованог гвожђа, постављен на конзолама са флоралном орнаментиком, а и по два прозора са стране. Једноставним плитким кордонским венцем одвојен је приземни део зграде од спратног.
Конзерваторски радови на реконструкцији објекта изведени су 1996–2003. године.